# Lago di Faetano
Lago di Faetano é um pequeno lago artificial em San Marino inaugurado em 1968; é usado para a pesca da truta perto da fronteira com a Itália no castello de Faetano perto da estrada que liga Faetano a Rimini e não muito longe do riacho de Marano que também faz fronteira a leste com a fronteira com a Itália.